# Hypodoxa assidens
Hypodoxa assidens är en fjärilsart som beskrevs av Lucas 1901. Hypodoxa assidens ingår i släktet Hypodoxa och familjen mätare. Inga underarter finns listade i Catalogue of Life.